# Rue du Rêwe
La rue du Rêwe est une rue ancienne du centre historique de la ville de Liège (Belgique) reliant la rue de la Madeleine au quai Sur-Meuse. 

## Odonymie
Rêwe est un des mots wallons signifiant ruisseau. Le ruisseau en question est la Légia dont un des bras parcourait la rue avant de se jeter dans la Meuse au niveau du quai Sur-Meuse.

## Description
Cette rue plate d'une longueur de 92 m a perdu la plupart de ses commerces. Elle applique un sens unique de circulation automobile de la rue de la Cathédrale et la rue de la Madeleine vers le quai Sur-Meuse.
Comme d'autres rues du quartier, elle compte plusieurs rez-de-chaussée abandonnés en attente de réhabilitation.

## Architecture
L'imposant immeuble érigé à la fin du XIXe siècle et sis au no 2 est construit dans le style néo-classique. Cet hôtel de maître est repris à l'inventaire du patrimoine culturel immobilier de la Wallonie. Il abrite aujourd'hui le centre culturel turc de Liège.

## Voiries adjacentes
- Rue de la Madeleine
- Rue de la Cathédrale
- Quai Sur-Meuse